# Mistrzostwa Europy w Lekkiej Atletyce Masters Non-Stadia 2024
19. Mistrzostwa Europy w Lekkiej Atletyce Masters Non-Stadia (European Masters Athletics Championships – Non-Stadia (EMACNS)) – zawody lekkoatletyczne w kategorii masters, które odbyły się w dniach 17–19 maja 2024 roku na portugalskiej wyspie Porto Santo.
Do imprezy zapisanych było 423 lekkoatletów z 27 państw. Klasyfikację medalową mistrzostw wygrali gospodarze przed reprezentacjami Francji i Hiszpanii.
Rozegrano łącznie 10 konkurencji dla kobiet i mężczyzn: bieg na 10 km wraz z klasyfikacją drużynową, półmaraton wraz z klasyfikacją drużynową, chód na 10 km wraz z klasyfikacją drużynową, chód na 20 km wraz z klasyfikacją drużynową, nordic walking (na 10 lub 5 km w zależności od kategorii wiekowej) oraz sztafetę w biegu przełajowym 3×2 km. Zawody rozgrywane były w Vila Baleira (biegi), na drodze w pobliżu Praia de Lagoa (chód) oraz na samej Praia de Lagoa (nordic walking i biegi przełajowe).

## Klasyfikacja medalowa
*   Gospodarz (Portugalia)
| Miejsce | Reprezentacja   | Złoto | Srebro | Brąz | Razem |
| ------- | --------------- | ----- | ------ | ---- | ----- |
| 1       | Portugalia*     | 50    | 36     | 15   | 101   |
| 2       | Francja         | 19    | 6      | 8    | 33    |
| 3       | Hiszpania       | 17    | 14     | 18   | 49    |
| 4       | Szwajcaria      | 15    | 8      | 9    | 32    |
| 5       | Niemcy          | 11    | 5      | 14   | 30    |
| 6       | Wielka Brytania | 8     | 11     | 8    | 27    |
| 7       | Łotwa           | 8     | 3      | 2    | 13    |
| 8       | Włochy          | 7     | 10     | 4    | 21    |
| 9       | Austria         | 7     | 6      | 1    | 14    |
| 10      | Polska          | 5     | 4      | 3    | 12    |
| 11      | Czechy          | 3     | 3      | 3    | 9     |
| 12      | Belgia          | 3     | 1      | 0    | 4     |
| 13      | Irlandia        | 2     | 2      | 4    | 8     |
| 14      | Słowenia        | 1     | 1      | 0    | 2     |
| 14      | Ukraina         | 1     | 1      | 0    | 2     |
| 16      | Węgry           | 1     | 0      | 0    | 1     |
| 17      | Szwecja         | 0     | 3      | 0    | 3     |
| 18      | Finlandia       | 0     | 2      | 0    | 2     |
| 19      | Dania           | 0     | 1      | 1    | 2     |
| 20      | Izrael          | 0     | 1      | 0    | 1     |
| 21      | Estonia         | 0     | 0      | 1    | 1     |
| Razem   | Razem           | 158   | 118    | 91   | 367   |

Źródło: 